# 17. korpus (Avstro-Ogrska)
17. korpus (izvirno nemško 17. Korps) je bil korpus avstro-ogrske kopenske vojske, ki je bil aktiven med prvo svetovno vojno.

## Poveljstvo
Poveljniki (Kommandanten)
- Karl von Huyn: avgust - september 1914
- Karl Kritek: september 1914 - januar 1917
- Ludwig von Fabini: januar 1917 - november 1918

Načelniki štaba (Stabchefs)
- Theodor von Lerch: avgust 1914 - junij 1917
- Gustav Butterweck: junij - november 1917
- Moritz Fischer von Ledenice: november 1917 - november 1918